# Primer ministre de Iugoslàvia
El Primer Ministre de Iugoslàvia o el President del Consell Federal Executiu de Iugoslàvia fou el cap de govern dels diferents estats que han conformat Iugoslàvia al llarg de la història del segle xx, des de la creació del Regne dels Serbis, Croats i Eslovens l'any 1918 fins a la dissolució de la República Federal Socialista de Iugoslàvia l'any 1992.

## Regne dels Serbis, Croats i Eslovens (1918-1929)
El Regne dels Serbis, Croats i Eslovens fou un Estat format per la unió del Regne de Sèrbia, el Regne de Montenegro i l'Estat dels Eslovens, Croats i Serbis, segregat de l'Imperi Austrohongarès a finals de 1918.
| Nom                | Naixement - Mort | Inici del mandat       | Fi del mandat          | Partit                                 |
| ------------------ | ---------------- | ---------------------- | ---------------------- | -------------------------------------- |
| Nikola Pašić       | 1845 - 1926      | 1 de desembre de 1918  | 22 de desembre de 1918 | Partit Radical del Poble               |
| Stojan Protić      | 1857 - 1923      | 22 de desembre de 1918 | 16 d'agost de 1919     | Partit Radical del Poble               |
| Ljubomir Davidović | 1863 - 1940      | 16 d'agost de 1919     | 19 de febrer de 1920   | Partit Democràtic                      |
| Stojan Protić      | 1857 - 1923      | 19 de febrer de 1920   | 16 de maig de 1920     | Partit Radical del Poble               |
| Milenko Vesnić     | 1863 - 1921      | 16 de maig de 1920     | 1 de gener de 1921     | Partit Radical del Poble               |
| Nikola Pašić       | 1845 - 1926      | 1 de gener de 1921     | 28 de juliol de 1924   | Partit Radical del Poble               |
| Ljubomir Davidović | 1863 - 1940      | 28 de juliol de 1924   | 6 de novembre de 1924  | Partit Democràtic                      |
| Nikola Pašić       | 1845 - 1926      | 6 de novembre de 1924  | 8 d'abril de 1926      | Partit Radical del Poble               |
| Nikola Uzunović    | 1873 - 1954      | 8 d'abril de 1926      | 17 d'abril de 1927     | Partit Radical del Poble               |
| Velimir Vukićević  | 1871 - 1930      | 17 d'abril de 1927     | 28 de juliol de 1928   | Partit Radical del Poble               |
| Anton Korošec      | 1872 - 1940      | 28 de juliol de 1928   | 7 de gener de 1929     | Partit Popular Eslovè                  |
| Petar Živković     | 1879 - 1953      | 7 de gener de 1929     | 3 d'octubre de 1929    | Democràcia Camperola Radical Iugoslava |

## Regne de Iugoslàvia (1929-1945)
El Regne dels serbis, croats i eslovens va començar a anomenar-se oficialment Regne de Iugoslàvia el 3 d'octubre de 1929. El regne va desaparèixer a la pràctica a conseqüència de la invasió de Iugoslàvia d'abril de 1941 tot i que va mantenir un govern a l'exili, i fou oficialment abolit el 29 de novembre de 1945.
| Nom                                                   | Naixement - Mort | Inici del mandat       | Fi del mandat          | Partit                                                                                           |
| ----------------------------------------------------- | ---------------- | ---------------------- | ---------------------- | ------------------------------------------------------------------------------------------------ |
| Petar Živković                                        | 1879 - 1953      | 3 d'octubre de 1929    | 4 d'abril de 1932      | Democràcia Camperola Radical Iugoslava                                                           |
| Vojislav Marinković                                   | 1876 - 1935      | 4 d'abril de 1932      | 3 de juliol de 1932    | Partit Democràtic / Democràcia Camperola Radical Iugoslava                                       |
| Milan Srškić                                          | 1880 - 1937      | 3 de juliol de 1932    | 27 de gener de 1934    | Democràcia Camperola Radical Iugoslava                                                           |
| Nikola Uzunović                                       | 1873 - 1954      | 27 de gener de 1934    | 22 de desembre de 1934 | Democràcia Camperola Radical Iugoslava (fins a 1934) Partit Nacional Iugoslau (a partir de 1934) |
| Bogoljub Jevtić                                       | 1886 - 1960      | 22 de desembre de 1934 | 24 de juny de 1935     | Partit Nacional Iugoslau (fins a 1935) Unió Radical Iugoslava (a partir de 1935)                 |
| Milan Stojadinović                                    | 1886 - 1961      | 24 de juny de 1935     | 5 de febrer de 1939    | Unió Radical Iugoslava                                                                           |
| Dragiša Cvetković                                     | 1893 - 1969      | 5 de febrer de 1939    | 27 de març de 1941     | Unió Radical Iugoslava                                                                           |
| Dušan Simović (des d'abril de 1941 exiliat a Londres) | 1882 - 1962      | 27 de març de 1941     | 12 de gener de 1942    | Militar                                                                                          |
| Slobodan Jovanović (a l'exili a Londres)              | 1869 - 1958      | 12 de gener de 1942    | 26 de juny de 1943     | Cap                                                                                              |
| Miloš Trifunović (a l'exili a Londres)                | 1871 - 1957      | 26 de juny de 1943     | 10 d'agost de 1943     | Partit Popular Radical Serbi                                                                     |
| Božidar Purić (a l'exili a Londres i El Caire)        | 1891 - 1977      | 10 d'agost de 1943     | 8 de juliol de 1944    | Cap                                                                                              |
| Ivan Šubašić (a l'exili a Londres)                    | 1892 - 1955      | 8 de juliol de 1944    | 30 de gener de 1945    | Partit Camperol Croat                                                                            |
| Drago Marušič (a l'exili a Londres)                   | 1884 - 1975      | 30 de gener de 1945    | 7 de març de 1945      | Cap                                                                                              |
| Josip Broz Tito (segons l'acord entre Tito i Šubašić) | 1892 - 1980      | 7 de març de 1945      | 29 de novembre de 1945 | Partit Comunista de Iugoslàvia                                                                   |

## República Federal Socialista de Iugoslàvia (1945-1992)
Després de la invasió alemanya i el desmembrament del Regne de Iugoslàvia, els partisans formaren el Consell Antifeixista d'Alliberament Nacional de Iugoslàvia (AVNOJ) l'any 1942. El 29 de novembre de 1943 una conferència del Consell va proclamar la creació de la República Democràtica Federal de Iugoslàvia, mentre que continuaven les negociacions amb el govern realista a l'exili. Després de l'alliberament de Belgrad, el govern controlat pels comunistes va declarar el 29 de novembre de 1945 el destronament del rei Pere II i proclamà la República Federal Popular de Iugoslàvia. El 1963, l'Estat va canviar el seu nom a República Federal Socialista de Iugoslàvia.
Inicialment, un primer ministre va presidir el Govern. El 14 de gener de 1953, el Govern es va transformar en un Consell Executiu Federal presidit pel president de l'Assemblea Federal.
| Nom               | Naixement - Mort | Inici del mandat       | Fi del mandat          | Partit                                                                                            |
| ----------------- | ---------------- | ---------------------- | ---------------------- | ------------------------------------------------------------------------------------------------- |
| Josip Broz Tito   | 1892 - 1980      | 29 de novembre de 1945 | 29 de juny de 1963     | Partit Comunista de Iugoslàvia (fins a 1952) Lliga de Comunistes de Iugoslàvia (a partir de 1952) |
| Petar Stambolić   | 1912 - 2007      | 29 de juny de 1963     | 16 de maig de 1967     | Lliga de Comunistes de Iugoslàvia                                                                 |
| Mika Špiljak      | 1916 - 2007      | 16 de maig de 1967     | 18 de maig de 1969     | Lliga de Comunistes de Iugoslàvia                                                                 |
| Mitja Ribičič     | 1919 - 2013      | 18 de maig de 1969     | 30 de juliol de 1971   | Lliga de Comunistes de Iugoslàvia                                                                 |
| Džemal Bijedić    | 1917 - 1977      | 30 de juliol de 1971   | 18 de gener de 1977    | Lliga de Comunistes de Iugoslàvia                                                                 |
| Veselin Đuranović | 1925 - 1997      | 18 de gener de 1977    | 16 de maig de 1982     | Lliga de Comunistes de Iugoslàvia                                                                 |
| Milka Planinc     | 1924 - 2010      | 16 de maig de 1982     | 15 de maig de 1986     | Lliga de Comunistes de Iugoslàvia                                                                 |
| Branko Mikulić    | 1928 - 1995      | 15 de maig de 1986     | 16 de març de 1989     | Lliga de Comunistes de Iugoslàvia                                                                 |
| Ante Marković     | 1924 - 2011      | 16 de març de 1989     | 20 de desembre de 1991 | Lliga de Comunistes de Iugoslàvia (fins a 1990) Unió de Forces Reformistes (a partir de 1990)     |

El nou Estat, després de la secessió d'Eslovènia i Croàcia.
| Nom                          | Naixement - Mort | Inici del mandat       | Fi del mandat        | Partit                      |
| ---------------------------- | ---------------- | ---------------------- | -------------------- | --------------------------- |
| Aleksandar Mitrović (interí) | 1933 - 2012      | 20 de desembre de 1991 | 14 de juliol de 1992 | Partit Socialista de Sèrbia |

## Estats hereus
- President de Iugoslàvia
- Primer ministre de Bòsnia i Hercegovina
- Primer ministre de Croàcia
- Primer ministre de Macedònia
- Primer ministre de Sèrbia i Montenegro
- Primer ministre de Sèrbia
- Primer ministre d'Eslovènia
- Primer ministre de Montenegro